# Осадчий, Денис Анатольевич
Дени́с Анато́льевич Оса́дчий (род. 28 марта 1988, Авдеевка, Донецкая область, УССР) — украинский выступающий культурист, мастер спорта Украины по бодибилдингу. Чемпион мира (2019) по бодибилдингу в номинации «Classic Physique», 4-х кратный чемпион Украины (весна — осень 2010, осень 2016, весна 2017) по бодибилдингу, чемпион кубка Киева (весна 2017) по бодибилдингу.

## Биография
Денис Анатольевич Осадчий родился 28 марта 1988 года в городе Авдеевка Донецкой области УССР. С 1995 по 2005 годы учился в Авдеевской общеобразовательной школе № 7. Выступал за школу на городских и областных спортивных соревнованиях. В возрасте 13 лет начал посещать тяжелоатлетический зал и увлёкся бодибилдингом. Летом 2014 года в связи с началом русско-украинской войны на востоке Украины переезжает из родного города в город Коростень Житомирской области.

## История выступлений
| # | Год  | Месяц   | Соревнования (Федерация)                             | Категория            | Место |
| - | ---- | ------- | ---------------------------------------------------- | -------------------- | ----- |
| 1 | 2010 | апрель  | Кубок Украины по бодибилдингу и фитнесу (ФББУ)       | бодибилдинг до 70 кг | 1     |
| 2 | 2010 | октябрь | Чемпионат Украины по бодибилдингу и фитнесу (ФББУ)   | бодибилдинг до 75 кг | 1     |
| 3 | 2016 | октябрь | Чемпионат Украины по бодибилдингу и фитнесу (ФББУ)   | бодибилдинг до 75 кг | 1     |
| 4 | 2017 | апрель  | Кубок Киева по бодибилдингу и фитнесу (ФББУ)         | бодибилдинг до 80 кг | 1     |
| 5 | 2017 | апрель  | Кубок Украины по бодибилдингу и фитнесу (ФББУ)       | бодибилдинг до 80 кг | 1     |
| 6 | 2019 | июнь    | WABBA World Championship 2019/Чемпионат Мира (WABBA) | Classic Physique     | 1     |

## Кино и телевидение

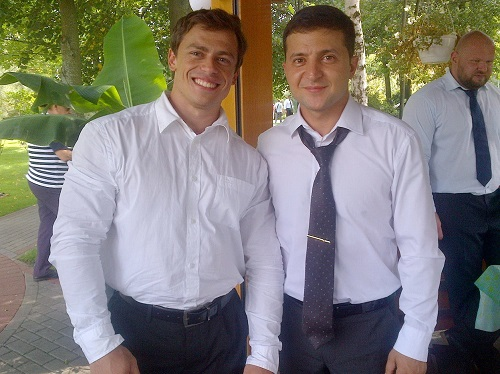
С Владимиром Зеленским на съемочной площадке фильма «Слуга народа 2»

В 2016 году Денис Осадчий снялся в эпизодической роли в фильме «Слуга народа 2».

## Премии и награды
- В сентябре 2019 года награждён грамотой городским головой г. Коростень за весомый вклад в развитие спорта города[12].
- В феврале 2020 года был награждён городским головой грамотой и медалью как победитель городского рейтинга «Гордость города — 2019» в номинации «спортивная гордость города»[13].

|                                                             |                                                                                    |
| Грамота за весомый вклад в развитие спорта города Коростень | Грамота и медаль «Гордость города — 2019» в номинации «спортивная гордость города» |